# بهائون
بهون یا بهون (به انگلیسی: Bhaun) یک شهر در پاکستان است که در پنجاب واقع شده‌است.